# Orsolobus
Genre
Orsolobus est un genre d'araignées aranéomorphes de la famille des Orsolobidae.

## Distribution
Les espèces de ce genre se rencontrent au Chili et en Argentine dans les provinces de Neuquén et de Río Negro,.

## Liste des espèces
Selon World Spider Catalog (version 15.5, 1/11/2014) :
- Orsolobus chelifer Tullgren, 1902
- Orsolobus chilensis Forster & Platnick, 1985
- Orsolobus mapocho Forster & Platnick, 1985
- Orsolobus montt Forster & Platnick, 1985
- Orsolobus plenus Forster & Platnick, 1985
- Orsolobus pucara Forster & Platnick, 1985
- Orsolobus pucatrihue Forster & Platnick, 1985
- Orsolobus schlingeri Forster & Platnick, 1985
- Orsolobus singularis (Nicolet, 1849)

## Publication originale
- Simon, 1893 : Histoire naturelle des araignées. Paris, vol. 1, p. 257-488 (texte intégral).